# Amalia Salas Casales
Amalia Salas Casales (Xochimilco, 1936) más conocida como Abuelita Amalia es una artesana, médica tradicional y activista por la defensa de la tierra, maíz y agua, impulsora de la chinampa, la medicina tradicional mexicana herbolaria, y la comida prehispánica. Defensora permanente de la cuenca de México y la zona Lacustre.

## Biografía
Originaria del Barrio de San Cristóbal Xallan, Xochimilco México, al llegar a la edad de 40 años se dedicó a la defensa, investigación, promoción y cuidado de la tierra, el maíz y el agua:
Nuestro México está agonizando, yo decía que sólo Xochimilco está agonizando, pero es mentira, todo nuestro México está agonizando, porque nos están arrebatando nuestras tierras, nuestras mejores tierras para entregarlas a los internacionales. No quiero extenderme porque parecería política, pero es la verdad.
Como parte de su trabajo con la herbolaria tradicional, las plantas y semillas señala:
Estoy sembrando plantas medicinales, hortalizas y en medio tengo árboles frutales. También, tengo dos parcelas en el ejido, me las heredó mi abuelo. Este año me sembré 22 surcos de maíz. Al final, me recosté en la madre tierra, le agradecí porque nos da todo para alimentarnos.
Ha participado en diferentes eventos como el tercer Simposio de Antropología, Luis Reyes con el tema Religiones Ancestrales, que organizó la Latin American Network In Cultural Studies (LANICS) en el Museo de la Memoria. Ha dado conferencias en Roma, Paris, Washington, California. 
A raíz de su trayectoria ha sido merecedora a diversos reconocimientos por su labor como ecologista y defensora de los derechos humanos. Fundó la Casa de Salud Calpulli Amalinalintzin, que tiene como propósito el cuidado de la tierra, el agua, el maíz y la medicina tradicional.

## Premios y reconocimientos
- Reconocimiento Ponciano Arriaga Leija por su trayectoria en la defensa de los Derechos Humanos (2021)